# Frank Ferri
Frank G. Ferri (sinh ngày 2 tháng 2 năm 1954) là một chính khách người Mỹ, từng là thành viên đảng Dân chủ của Hạ viện Rhode Island, đại diện cho quận 22 từ ngày 24 tháng 10 năm 2007 đến ngày 6 tháng 1 năm 2015. Một người gốc đảo Rhode, Ferri lớn lên ở Providence trước khi lấy bằng kinh doanh từ Đại học Bryant. Khu vực của ông nằm ở Warwick và bao gồm các khu phố của Warwick Neck và Oakland Beach.

## Đời tư
Ông là cư dân của Warwick từ năm 1985 và sở hữu sân chơi bowling Town Hall Lanes. Chủ tịch cũ của Marriage Equality RI, ông là người đồng tính công khai. Cùng với Đại diện Gordon D. Fox (D-Providence) và Deb Ruggiero (D-Jamestown) và Thượng nghị sĩ Donna Nesselbush (D-Pawtucket), ông từng là một trong bốn thành viên LGBT công khai của Đại hội đồng Rhode Island. Các chiến dịch của anh đã giành được sự ủng hộ của Gay & Lesbian Victory Fund.